# Monastère de Drenča
Le monastère de Drenča (en serbe cyrillique : Манастир Дренча ; en serbe latin : Manastir Drenča) est un monastère orthodoxe serbe situé à Drenča, dans le district de Rasina et dans la municipalité d'Aleksandrovac en Serbie. Il est inscrit sur la liste des monuments culturels de grande importance de la République de Serbie (identifiant no SK 177),,.
Il est également connu sous le nom de « monastère de Dušmanica ». Son église est dédiée à la Présentation de la Mère de Dieu au Temple.

## Présentation

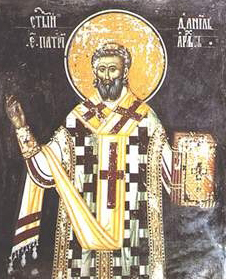
Le patriarche Danilo III

Le monastère, construit entre 1379 et 1382, a été fondé à l'époque du prince Lazare par un riche propriétaire terrien appelé Ivaniš, par le moine Dorotej et son fils, le hiéromoine Danilo, qui est devenu le premier higoumène du monastère et qui, par la suite, est devenu patriarche de l'Église orthodoxe serbe sous le nom de Danilo III ; le monastère a reçu d'importantes propriétés dans la région de Kruševac et de Braničevo, dont le palais et l'église de Naupare (aujourd'hui le monastère de Naupara). Le monastère a été détruit par les Ottomans en 1454 et complètement reconstruit sous la direction de l'Institut pour la protection du patrimoine de Kraljevo entre 2003 et 2006.
L'église est caractéristique de la première période du style moravien de la Serbie médiévale,. Elle s'inscrit dans un plan tréflé avec une coupole reposant sur des colonnes libres et un chœur divisé en trois parties, comme à l'église du monastère de Lešje ; l'abside du chœur est demi-circulaire et celles de la proscomidie et du diakonikon sont carrées. Les façades extérieures jouent sur une alternance de tuffeau et de briques ; l'encadrement des fenêtres est décoré de motifs anthropomorphes et zoomorphes ainsi que de motifs végétaux entrelacés.